# Åbenrå amt
Åbenrå amt (eller Aabenraa amt, danska: Aabenraa Amt) var ett amt på den södra delen av halvön Jylland i sydvästra Danmark. Amtet existerade före danska kommunreformen 1970 och omfattade den sydöstra delen av Sønderjylland, runt staden Åbenrå och innefattade bland annat även orten Gråsten. Det gränsade i norr till Haderslevs amt, i väster till Tønders amt, i söder till Tyskland, i öster till Lilla Bält och den del av halvön Sundeved, som hörde till Sønderborgs amt.

## Administrativ historik
Åbenrå amt bildades 1920 när Sønderjylland åter blev danskt efter att ha tillhört Tyskland (Preussen) sedan 1864.
Den 1 april 1932 slogs Åbenrå amt samman med Sønderborgs amt och bildade Åbenrå-Sønderborgs amt. De tidigare amten behöll dock var sitt amtsråd och det gemensamma amtet var därför indelat i Åbenrå amtsrådskrets respektive Sønderborgs amtsrådskrets.
Amtet upphörde i samband med kommunreformen 1970 då det blev en del av det då nybildade Sønderjyllands amt. Sedan kommunreformen 2007 tillhör området Region Syddanmark.

## Härader

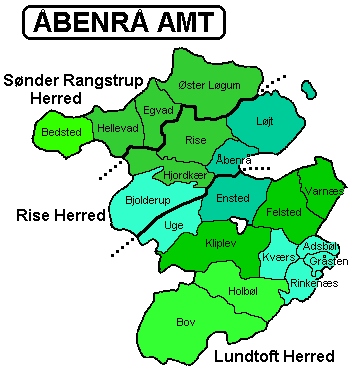
Karta över Åbenrå amt med dess indelning i härader och socknar. De färgade ytorna markerar kommuner bildade vid kommunreformen 1970.

Åbenrå amt omfattade tre härader:
- Lundtofts härad
- Rise härad
- Sønder-Rangstrups härad